# Охота на львов в Марокко
«Охота на львов в Марокко» — картина французского художника Эжена Делакруа из собрания Государственного Эрмитажа.
На картине изображён горный пейзаж, на переднем плане находятся мужчина с ружьём, рядом с которым на земле лежит обнажённый клинок, и молодой парень; они затаились на пригорке под деревом. Ещё два человека с конём укрылись справа в глубине. Слева от охотников, отделённый от них горным ручьём виден разъярённый лев. Справа внизу подпись художника и дата: Eug. Delacroix 1854. 
Резкие контрасты цветовых пятен неба, гор, тени от дерева, одежды персонажей создают общую крайне напряжённую атмосферу картины, которая предвещает скорейшую развязку: охотник с ружьём уже начал движение чтобы прицелиться и выстрелить, лев готов броситься на охотников, лошадь вот-вот вырвется от удерживающего ее человека... 
Картина написана в 1854 году по мотивам поездки художника в Алжир и Марокко в 1832 году. Делакруа в своём «Дневнике» трижды пишет о работе над картиной. Первая запись сделана 14 апреля 1854 года и является кратким упоминанием. 27 апреля он делает уже развёрнутую запись: 

«Изучение листвы помогло мне снова приняться за картину „Охотники на львов“, которую вчера, в плохом настроении, я сильно испортил, хотя накануне она продвигалась хорошо. Меня охватила вдохновенная ярость, как в тот день, когда я перерабатывал „Клоринду“, — не потому, что в ней надо было что-нибудь менять, а так как картина впала в то вялое и мертвенное состояние, которое говорит только о недостатке подъёма в работе. Я жалею людей, работающих холодно и спокойно». 

22 июня он пишет: «Закончил картины — „Араба, подстерегающего льва“ и „Женщин у фонтана“». 
Вскоре картину приобрел граф Н. А. Кушелев-Безбородко; после его смерти в 1862 году картина, как и все произведения из его собрания, по завещанию была передана в Музей Академии художеств и вошла там в состав особой Кушелевской галереи, в галерейном каталоге 1868 года числилась под названием «Львиная охота»; в 1922 году была передана в Государственный Эрмитаж. С конца 2014 года выставлялась в здании Главного штаба в зале 314, затем была перемещена в зал 308.
Главный научный сотрудник Отдела западноевропейского изобразительного искусства Государственного Эрмитажа, доктор искусствоведения А. Г. Костеневич в своём очерке французского искусства XIX — начала XX века отмечал, описывая картину:

Контрасты цвета, фактура, образуемая несглаженными мазками, приближение дальнего плана с целью подчинить картину нескольким динамическим линиям — везде выражается драматизм минуты, когда вот-вот грянет выстрел. Энергичные искривляющиеся очертания охотников повторены всюду: в ветвях деревьев, в скалах, в абрисах лошади и льва — всё подчинено одному бурному ритму. Пейзаж здесь не фон в прежнем понимании, а соучастник происходящего.